# Traité d'Outreau
traité d'Ardres traité d'Édimbourg
Le traité d'Outreau, parfois nommé traité de Boulogne, est signé au fort d'Outreau entre la France et l'Angleterre le 24 mars 1550, mettant fin à une guerre commencée le 8 août 1549. Il règle deux différends : Boulogne et l'Écosse. Le roi de France Henri II reprend Boulogne au Conseil de régence du roi Edouard VI et accorde sa protection en Écosse. Le traité est ratifié à Édimbourg par le régent d'Écosse le 18 avril.

## Les deux contentieux

### Boulogne
Boulogne est aux mains des Anglais depuis 1544. Le traité d'Ardres (1546), qui aurait dû rendre la ville à la France, n'est respecté ni d'un côté ni de l'autre. Le roi de France doit toujours une grosse somme d'argent aux Anglais. Ceux-ci gardent Boulogne en caution, se livrent à d'importants travaux de fortification non autorisés par le traité, et attaquent les bateaux français.

### L'Écosse

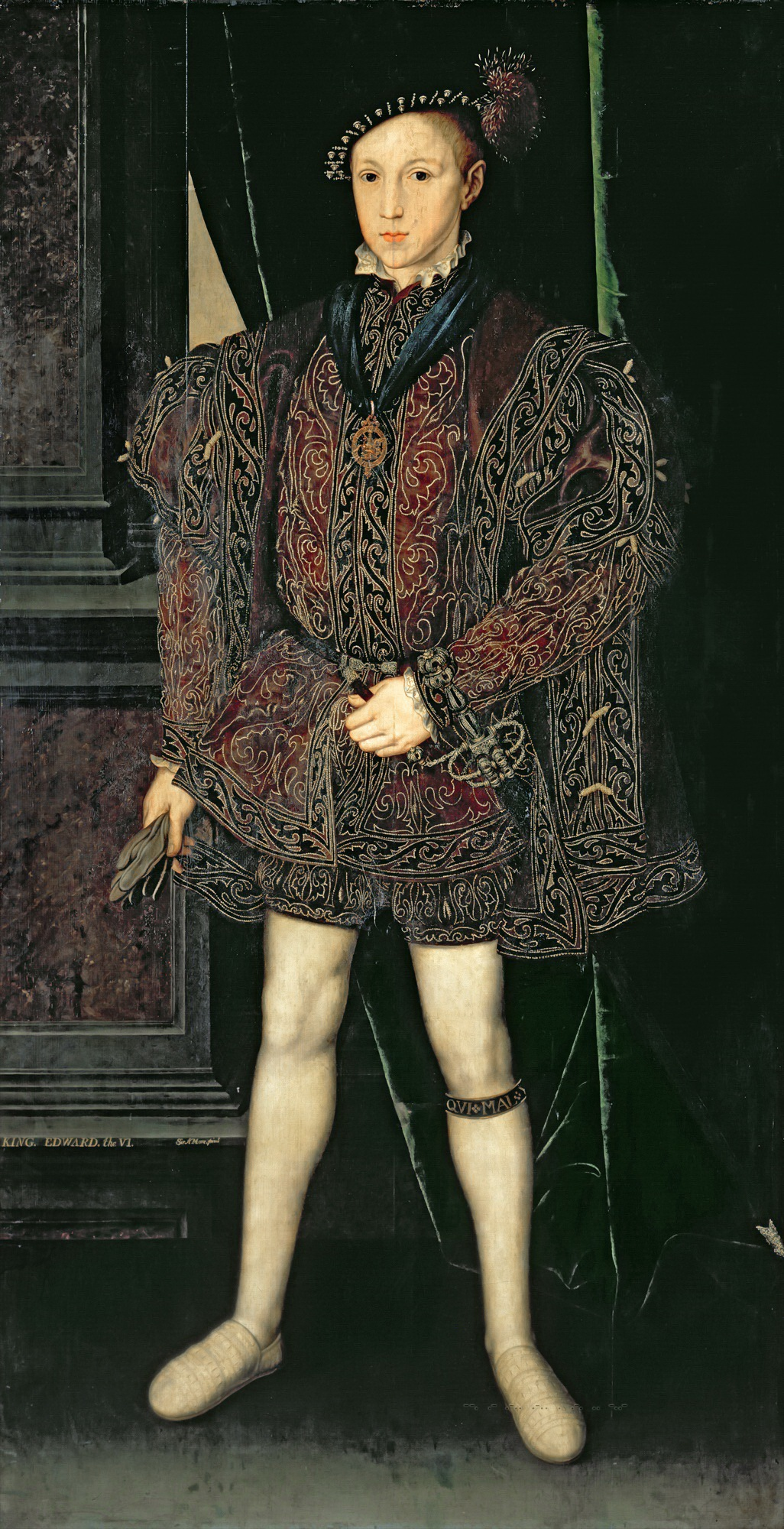
Édouard VI, vers 1550.

Le conflit est également lié aux prétentions de l'Angleterre sur l'Écosse. Le 1er juillet 1543, le traité de Greenwich signé entre ces deux royaumes prévoit leur union, ainsi que le mariage de la reine d'Écosse Marie Stuart, sept mois, et d'Édouard, cinq ans, fils d'Henri VIII d'Angleterre. Le 11 décembre, le Parlement écossais rejette le traité de Greenwich et, le 15 décembre 1543, un traité renouvelant l’Auld Alliance est conclu entre l'Écosse et la France. Henri VIII déclenche alors en 1544, le Rough Wooing, série de sanglantes incursions sporadiques en Écosse, qui violent elles aussi le traité d'Ardres. Les Français interviennent en juin 1547. Mais, le 10 septembre, l'armée écossaise est anéantie par les Anglais à Pinkie Cleugh.
En juin 1548, une armée française de 6 000 hommes débarque en Écosse, à Dunbar. Le 7 juillet, dans l'abbaye de Haddington, des parlementaires écossais signent avec les Français un traité qui promet la main de Marie Stuart au dauphin de France — le futur François II —, et qui place l'Écosse sous la protection du roi de France. Le 7 août, la reine Marie, âgée de cinq ans et demi, embarque pour la France, où elle va rester treize ans.

## Le conflit
Au début de l'été 1549, Henri II attaque les bases anglaises de Jersey et de Guernesey. Le 8 août, il déclare la guerre à l'Angleterre. Le 26, Ambleteuse, poste avancé anglais, est pris, ainsi que le fort de Blackness, au cap Gris-Nez. Le 29, Hardinghen tombe ; le 1er septembre, le fort du mont Lambert ; et, le 2, Wimille. Les Anglais tentent de négocier, mais Henri II refuse. En prévision de l'attente que va imposer la mauvaise saison, un strict blocus de Boulogne est organisé, sur mer et sur terre.
En Écosse, les Français prennent aux Anglais la forteresse de Haddington (19 septembre). Peu après, le lord-protecteur Somerset tombe en défaveur (11 octobre). Ces difficultés incitent encore Édouard VI à tenter de négocier, par deux fois. Henri II refuse toujours : il veut régler à la fois le problème de Boulogne et celui de l'Écosse. Ce n'est que le 5 janvier 1550 qu'il accepte d'engager les pourparlers.

## Négociations et traité
D'âpres négociations s'engagent au fort d'Outreau le 24 février. Les Anglais acceptent de quitter Boulogne et les places qu'ils ont conquises en Écosse. Henri II leur propose 300 000 écus en dédommagement. Et, pour que la paix soit durable, il offre sa fille Élisabeth en mariage au jeune roi d'Angleterre. Mais les Anglais réclament plus d'argent, et tiennent à emporter l'artillerie qu'ils ont dans Boulogne.
Le 6 mars, on se met d'accord sur 400 000 écus, qu'Henri II versera en deux fois : la première moitié le jour du départ des Anglais, la seconde le 15 août.
Le 24 mars, la paix est conclue. Les Anglais doivent évacuer Boulogne dans les six semaines, abandonnant artillerie et munitions aux Français. L'Écosse est comprise dans le traité, ce qui est une reconnaissance tacite de la présence française dans ce pays, et de l'abandon des prétentions d'Édouard à la main de Marie Stuart. Le traité est ratifié à Édimbourg le 18 avril par le régent d'Écosse, le comte d'Arran.
Le 25 avril, le gouverneur anglais remet les clefs de Boulogne aux Français. Le 8 mai, Henri II ratifie la paix. Le 15, il arrive à Boulogne.

## Prolongements

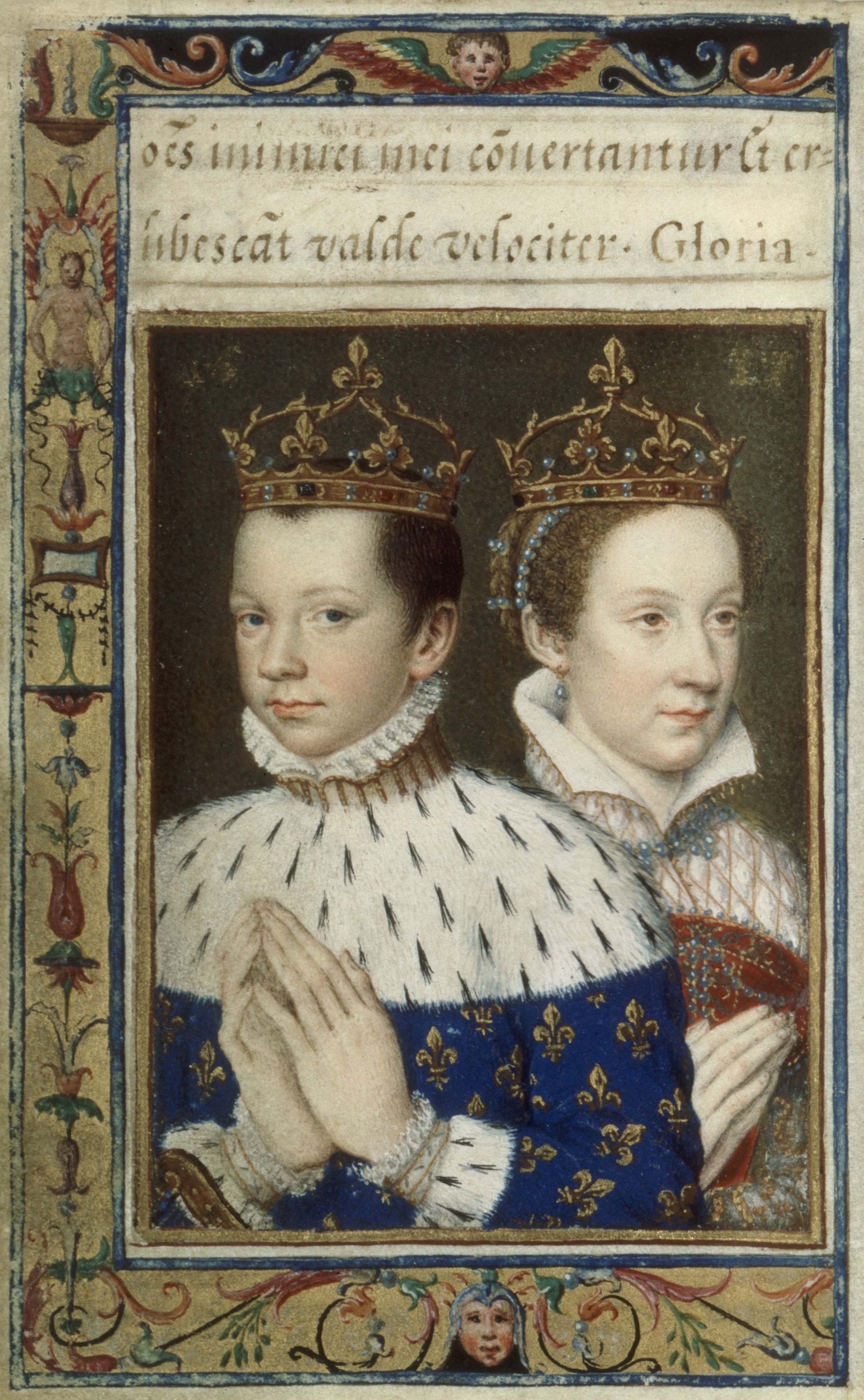
Le dauphin François et Marie Stuart, vers 1558.

En Écosse, le traité met fin au Rough Wooing.
En 1558, les Français reprennent Calais, dernière possession anglaise sur leur terre. La même année, le dauphin François épouse Marie Stuart. En 1559, il devient roi de France sous le nom de François II et sa femme, déjà reine régnante d’Écosse devient reine consort de France.
Le 6 juillet 1560, le traité d'Édimbourg met fin à l’Auld Alliance. François II meurt prématurément en décembre. Marie quitte définitivement la France en 1561 pour l’Écosse, à l'âge de 19 ans, sans descendance.